# Лобель Соломон Мойсейович
Соломон Мойсейович Лобель (рум. Solomon Löbel (Loebel) — Лёбель; нар. 14 (27) січня 1910, Ясси, Румунія — 2 квітня 1981, Кишинів, Молдавська РСР) — молдавський радянський композитор і педагог. Заслужений діяч мистецтв Молдавії (1960).

## Біографія
Соломон Лобель народився в 1910 році в Яссах. Батько загинув на фронті під час Першої світової війни. Навчався на юридичному факультеті Ясського університету і одночасно в Ясській консерваторії по класу фортепіано у І. Сібіану і А. Бурадо, по теорії музики у К. Джорджеску. У 1931 році оселився в Бухаресті, в 1938 році вступив в Бухарестську музичну академію по класу фортепіано до Ф. Музіческу і по класу контрапункту до М. Жору. У 1940 році був заарештований за участь у підпільній комуністичній організації, після звільнення втік до Бессарабії.
У ставшій радянській Бессарабії продовжив заняття в Кишинівській консерваторії в класі композиції Штефана Няги (1940—1941). У роки Великої Вітчизняної війни служив у діючій армії, потім керував ансамблем червоноармійської самодіяльності. Після демобілізації в 1945 році продовжив навчання в Кишинівській консерваторії по класу композиції Л. С. Гурова. Після закінчення консерваторії в 1949 році був залишений викладачем курсу спеціальної гармонії (з 1962 року — доцент, з 1979 року — професор Кишинівського інституту мистецтв ім. Г. Музіческу).
У композиторській творчості Соломона Лобеля переважають симфонічні жанри. С. М. Лобель — єдиний молдавський симфоніст, автор першої симфонії, в якій використано інтонаційний лад молдавської народної музики. Серед інших творів — 7 симфоній (1949—1977), в тому числі VI «Пам'яті жертв фашизму» (1975); концерти з оркестром — для скрипки (1956) і фортепіано (1978); 7 зошитів фортепіанних п'єс; 3 струнних квартети (1968—1978); 4 сонати (для фортепіано і кларнета, для віолончелі та фортепіано) та інші п'єси для фортепіано, романси, обробки молдавських народних пісень; хори, в тому числі «Поема про Хаю Лівшиць» на слова Лівіу Деляну для змішаного хору без супроводу і соліста (1965); пісні на вірші Є Н. Букова, М. Емінеску, К. Кондри. Інші твори: музична комедія «На березі Уралу» (1943); хореографічні сцени на казахському музичному матеріалі («Джигіти батира Срима», 1944; «Джіін», 1944).
Загинув разом з дружиною під час пожежі в композиторському будинку в Кишиневі.

## Нотні видання
- Бетута. Москва: Радянський композитор, 1959.
- Сюїта для фортепіано в 5 частинах. Москва: Радянський композитор, 1970.
- Афоризми (соната-мозаїка в 3-х частинах). Кишинів: Література артістіке, 1975.